# Emmanuel Lemaire
Emmanuel Lemaire est un auteur de bande dessinée français né en 1971.

## Biographie
Emmanuel Lemaire débute par l'auto-édition et le fanzinat. Puis en parallèle de son emploi dans une bibliothèque à Rouen, il publie en 2010 sa première BD à la suite d'un concours dans un album collectif: Si j’avais rencontré les Frères Lumières, livre sorti aux éditions Bambou. Il continue son travail chez divers éditeurs de bandes dessinées. Il travaille aussi avec la galerie Huberty et Breynes (Paris) où il propose des paysages parisiens.
La France vue par Madame Hibou a été traduite en Bahasa Indonésien chez Rotasibook en 2023.

## Publications
- Si j'avais rencontré les frères Lumière, (collectif), scénario de Vanec, Editions Bamboo, 2010  (ISBN 978-2-350-78981-1).
- L'arbre de l'innocent, Éditions ANBD (série), deux tomes avec Sylvain Atrous au scénario, 2012 et 2013
- Rotterdam, un séjour à fleur d'eau[5], Éditions Delcourt, coll. Shampooing, 2016  (ISBN 978-2-7560-6500-7)
- Rouen par cent chemins différents[6], Éditions Warum, 2018  (ISBN 978-2-365-35306-9)
- Ma voisine est indonésienne[7], Éditions Delcourt, coll. Shampooing, 2021. bulle d'or 2021 sur lecteurs.com  (ISBN 978-2-413-02408-8)
- La France vue par madame Hibou, éditions Delcourt, coll. Shampooing, 2022  (ISBN 978-2-413-04506-9)
- Publications dans la revue Soif ! Rita et Michel .

## Expositions
- octobre 2019. Hôtel de Ville de Rouen (76000). Exposition sur la bande dessinée "Rouen par cent chemins différents".
- Juin 2020. Exposition collective "à bicyclette". Galerie Glénat Paris.
- Juin 2023. Exposition LyonBD. Exposition de croquis de voyage réalisés pendant la résidence effectuée en Indonésie invité par l'Institut Français d'Indonésie. (février-Avril 2028).
- Octobre 2023. Exposition collective à Jogjakarta (Indonésie). Komiksweek 2023.
- Juin 2024. Exposition collective à Jakarta, Indonésie. "Peace in diversity" organisée par Bentarabudaya.
- Juillet 2024. Exposition "Fluat nec mergitur". Galerie Huberty et Breynes. Paris.
- Septembre 2024. Exposition à la Maison de l'Université de Rouen.
- Novembre 2024. Exposition collective. "Sous bocks connection". Paris
- Juin 2025. Exposition collective à Jakata. Indonésie. "Graphic Memoir". organisée par Bentarabudaya.
- Juin-Juillet 2025. Exposition collective "On the road again". Gallerie Huberty et Breynes. Bruxelles[8].